# Друкмаш
Друкма́ш — підприємство з виготовлення друкарських машинок, що діяло з 1975 по 1995 рік у Кіровограді.
ВО «Друкмаш» було одним з провідних заводів Радянського Союзу з виготовлення канцелярських друкарських електромеханічних, а згодом і електронних машин. Завод випускав кілька марок друкарських машинок серед яких:
- «Ятрань» — електромеханічна друкарська машинка.
- «Елема» — електронна друкарська машинка.
- «Лілея» — портативна друкарська машинка.[2]

Сучасне обладнання і передова технологія, встановлені фірмою «Олімпія Верке» (ФРН), дозволили випускати до одинадцяти тисяч друкарських машин на місяць. Частина продукції експортувалася.
Після згортання виробництва друкарських машинок, підприємство розпалося на кілька виробничих фірм різного напрямку.